# Leptoscyphus cuneifolius
Leptoscyphus cuneifolius är en bladmossart som först beskrevs av William Jackson Hooker, och fick sitt nu gällande namn av William Mitten. Leptoscyphus cuneifolius ingår i släktet Leptoscyphus och familjen Lophocoleaceae. Inga underarter finns listade i Catalogue of Life.